# Ахмаоя
Ахмаоя — река в Мурманской области России. Протекает по территории Кандалакшского района. Левый приток реки Ватсиманйоки.
Длина реки составляет 21 км.
Берёт начало на северо-восточном склоне горы Липосюнтюмя, близ истока реки Исоя. Протекает по лесной, местами заболоченной местности. Питание в основном снеговое. Впадает в Ватсиманйоки в 0,8 км от устья.

## Данные водного реестра
По данным государственного водного реестра России относится к Баренцево-Беломорскому бассейновому округу, водохозяйственный участок реки — Ковда от Кумского гидроузла до Иовского гидроузла. Речной бассейн реки — бассейны рек Кольского полуострова и Карелии.
Код объекта в государственном водном реестре — 02020000512102000001013.